# Paraphryneta guttata
Paraphryneta guttata là một loài bọ cánh cứng trong họ Cerambycidae.